# カリガネ

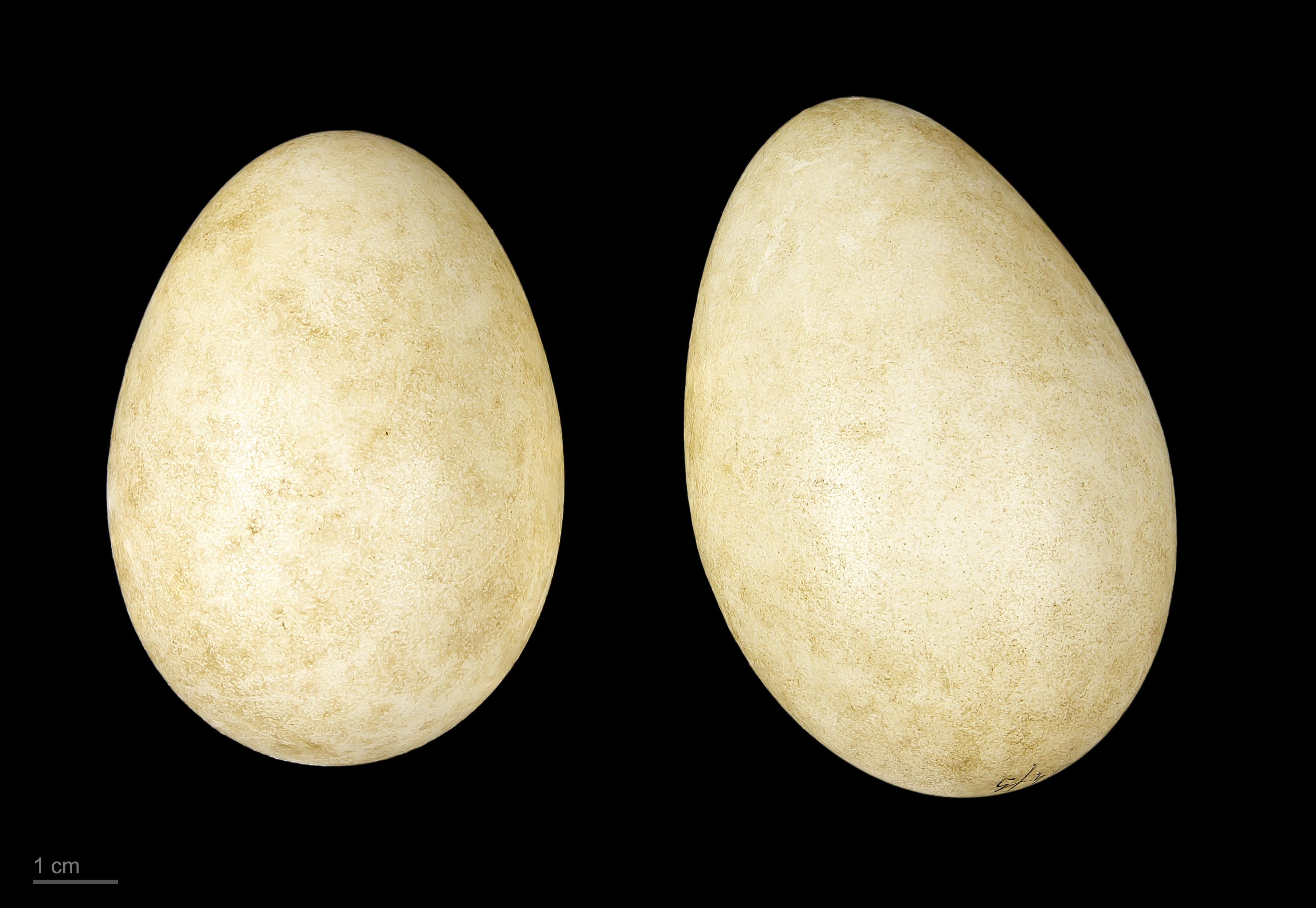
Anser erythropus

カリガネ（雁金、Anser erythropus）は、鳥綱カモ目カモ科マガン属に分類される鳥類。

## 分布
アルバニア、アルメニア、イラク、イラン、インド、ウクライナ、ウズベキスタン、エストニア、カザフスタン、ギリシャ、グルジア、クロアチア、シリア、スウェーデン、スロバキア、スロベニア、セルビア、大韓民国、チェコ、中華人民共和国、朝鮮民主主義人民共和国、トルクメニスタン、日本、ノルウェー、ハンガリー、フィンランド、ブルガリア、ボスニア・ヘルツェゴビナ、ポーランド、北マケドニア共和国、モンゴル、モンテネグロ、ラトビア、リトアニア、ルーマニア、ロシア
ロシアの北極圏内の地域やスカンジナビア半島で繁殖し、冬季にインドや中華人民共和国・日本・ハンガリー・カスピ海南岸部や黒海沿岸域などへ南下し越冬する。スカンジナビア半島からヨーロッパロシアで繁殖しヨーロッパ南部から中央アジアにかけての地域で越冬する個体群と、ロシアで繁殖し中華人民共和国・日本・朝鮮半島で越冬する2つの個体群に分かれる。日本には冬季に島根県の宍道湖や宮城県の伊豆沼・長沼などで越冬し（冬鳥）、秋期は渡りの途中に北海道のサロベツ原野などにも飛来する（旅鳥）。

## 形態
全長53 - 66センチメートル。翼長36 - 39センチメートル。翼開長128センチメートル。体重1.4 - 2.5キログラム。全身は暗褐色。額から頭頂にかけては白い。腹部に不規則な黒い横縞が入る。尾羽基部を被う羽毛（上尾筒、下尾筒）の色彩は白い。翼が長く、翼の先端が尾羽よりも後方に突出する。
眼瞼は黄色。嘴は短い。嘴の色彩はピンク色。後肢の色彩は橙色。

## 生態
湿地や農耕地・牧草地などに生息する。和名のカリは鳴き声に由来し、元々はマガン属の構成種広範を指していた。
食性は植物食で、草（スゲなど）、木の葉などを食べる。
繁殖様式は卵生。主にツンドラ地帯と森林ツンドラの境目で繁殖する。5 - 6月に3 - 8個（平均5個）の卵を産む。抱卵期間は25 - 28日。雛は孵化してから約35日で飛翔できるようになる。

## 人間との関係
開発による生息地の破壊、狩猟などにより生息数は減少している。1981年にはスウェーデンとオランダ間の渡りを復活させるため、カオジロガンを仮親とした試みが進められ成果をあげている。ハンガリーでの1950年代以前における越冬個体数は120,000羽以上、1980年代における越冬個体数は数千羽と推定されている。洞庭湖での1996年における越冬個体数は、566羽が観察されている。
日本
江戸時代には徳川実紀などの全国に飛来していた文献記録があるが、マガンと混同されることもあり発見が難しく記録も乏しかった。日本では日本雁を保護する会の調査から、1999年以降は最大100羽程度がサロベツ原野などに渡りの途中で飛来し、宮城県北部の伊豆沼などで越冬することが判明している。宍道湖でも約25羽が越冬している。1999 - 2007年にかけての飛来数は漸増傾向にある。
絶滅危惧IB類 (EN)（環境省レッドリスト）
日本では1978年に、多摩動物公園が人工照明で白夜を再現することで飼育下繁殖に成功した。
カリガネを意匠化した雁金紋が家紋として使用された。

かりがね 雁金
ふたつかりがね 二つ雁金
まるにふたつかりがね 丸に二つ雁金
むすびかりがね 結び雁金
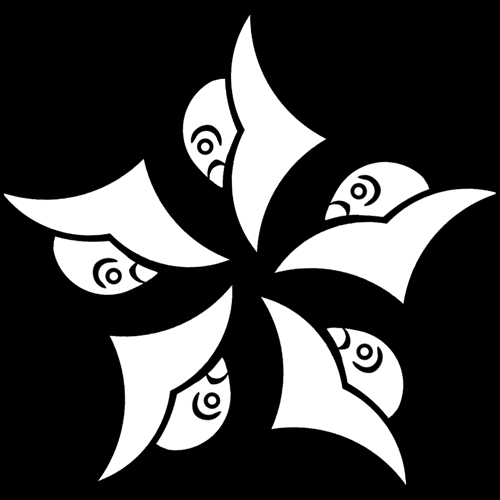
いつつかりがね 五つ雁金
ますやまかりがね 増山雁金